# 1918년 선거법 개정
1918년 국민대표법(Representation of the People Act 1918) 또는 1918년 선거법 개정(Reform Act 1918)은 영국의 선거 제도를 개혁한 영국의 의회법이다. 이 선거법 개정을 계기로 영국에서 21세 이상의 모든 남성은 투표권을 가지게 되었다. 여성의 경우는 본인 혹은 남편이 5파운드 이상의 토지를 점유하면서 선거구에 거주해야 하며 나이는 30세가 넘어야 투표권이 인정됐다. 다만 지방선거의 경우는 재산에 대한 제한이 없어 30세 이상이면 모두 투표권이 부여되었다. 여성에게 보통선거권이 인정된 것은 10년이 지난 뒤의 일이다. 선거법 개정 직후 시행된 1918년 영국 총선 당시 남성 유권자 수는 520만 명에서 1,290만 명으로 늘어났으며 여성 유권자 수는 850만 명이었다.
이 법은 본래 거주하는 지역의 선거구에서 투표할 것, 단순 소선거구제의 법제화, 비례대표제의 명시적 반대 등 새로운 선거 제도를 규정하고자 했으나 7표 차이로 하원에서 부결됐다.

## 배경
1884년 선거법 개정 이후 영국에서 21세 이상 남성 세대주의 60%가 투표권을 가지게 되었다. 하지만 여전히 가장 가난한 사람들을 포함한 40%는 투표권을 행사하지 못했고 이는 제1차 세계 대전에서 돌아온 수백만 명의 군인들이 투표권을 얻지 못한다는 것을 의미했다. 당시 영국은 1910년 영국 총선 이후 1915년에 총선을 진행해야 했지만 전쟁의 여파로 연기되었기 때문에 전쟁이 끝나면 총선을 시급히 시행해야만 했다.
한편 여성의 투표권은 1884년 이후로도 여전히 인정되지 못하고 있었다. 1865년 켄징턴에 있는 인도 학자 샬럿 매닝의 집에서 바버라 보디숀, 에밀리 데이비스, 엘리자베스 가렛 앤더슨 등의 여성들이 모여 비공식 위원회가 결성됐다. 이들은 청원서의 초안을 만들고 서명을 모으는 활동을 했다. 1896년 존 스튜어트 밀은 남성으로서는 드물게 여성 문제에 관한 책을 출판했다. 밀은 책을 통해 결혼에서 여성의 역할이 어떻게 바뀌어야 하는지를 이야기했으며 여성의 삶의 세 가지 중요한 측면인 성 구성, 교육, 결혼에 관한 것을 풀어나갔다. 또한 밀은 여성을 억압하는 것이 인류의 진보를 심각하게 방해하는 편견으로 고대 사회의 몇 안 되는 유물이라고 주장했다.
여성선거권론자들은 전쟁 전부터 여성의 대표권을 주장했지만 에멀린 팽크허스트와 여성사회정치연합의 폭력적인 선동에도 불구하고 큰 변화는 없었다.
1917년 밀리센트 포셋은 여성의 선거권 문제가 주요 의제라고 주장했다. 그는 전쟁의 여파로 영국에 남성보다 여성이 150만 명이나 더 많지만 남성과 달리 여성은 선거에 있어서 연령 제한을 적용받고 있다는 사실에 좌절했다. 포셋은 영국은 논리가 아니라 의회의 통치를 받는다는 벤저민 디즈레일리의 말을 상기했다.
의회는 만장일치로 여성의 투표권을 인정하는 법률을 만들기로 합의했고 내무장관 제1대 케이브 자작 조지 케이브가 법률안을 제의했다. 1917년 6월 19일 하원은 385 대 55로 무난하게 통과했지만 상원에서 어떻게 될지 장담할 수 없었다. 제1대 커즌 오브 케들스턴 후작 조지 커즌은 전국여성참전권반대연맹 회장이었지만 하원과 충돌하길 원치 않았고 그래서 여성에게 선거권을 부여하는 법률안에도 반대하지 않았다. 여성투표권에 반대하는 상원의원들은 커즌이 법률안 반대를 위한 대변인 역할을 해줄 것을 기대했지만 커즌이 그 역할을 떠맡길 사실상 거부하자 더 이상 반대하지 않았고 상원에서도 134 대 71로 통과될 수 있었다.

## 법률의 내용
남성의 재산 자격을 모두 폐지하고 21세 이상이면 투표권을 부여하기로 했다. 여성의 경우 최소 재산 자격을 도입하여 30세 이상이면 투표권을 부여하기로 했다. 전쟁 동안 여성의 기여가 인정되어 투표권이 인정받은 건 고무할 만한 것이었지만 여전히 남성과의 차별이 존재했다. 1922년 아일랜드가 선거에서 남녀간의 평등을 이룩했지만 영국은 1928년에 가서야 이것이 이루어졌고 1918년 선거법 개정에도 불구하고 영국에서 남성과 여성은 정치적으로 동등하지 못한 채로 남았다.
21세 이상 남성은 자신이 거주하는 선거구에서 투표권을 행사할 수 있었다. 제1차 세계 대전에 참여하기 위해 복무하고 있는 19세가 된 남성이 전역 후에 투표권을 가지는지에 대한 문제가 제기되었지만 인정하기로 결정됐다. 30세 이상 여성은 본인 혹은 배우자가 5파운드를 초과하는 토지나 건물을 가지고 있으면 거주하는 선거구에서 투표권을 행사할 수 있었으며 대학 졸업생은 대학 선거구에서 투표할 수 있었다.

## 정치적 변화
유권자 수는 1912년 770만 명에서 1918년 말 2,140만 명으로 3배 가까이 증가했다. 전체 유권자 수에서 여성이 차지하는 비율은 39.64%였다. 전쟁의 영향으로 남성보다 여성의 수가 더 많았기에 기득권층은 이를 우려하여 아무런 근거도 없이 여성에 한해 연령 제한을 도입했다. 제1대 세실오브첼우드 자작 로버트 세실이 인정했듯이 25살의 여성이 35살의 여성보다 투표를 할 능력이 부족하다고 생각하는 사람은 한 명도 없었다.
또한 1918년 선거법 개정을 통해 모든 선거는 하루만 시행하도록 했다.

## 여파
1918년 선거법 개정은 여성의 선거권뿐 아니라 피선거권도 인정했다. 이 선거법에 따라 처음 시행된 1918년 영국 총선에서 840만 명의 여성들이 투표권을 행사했으며 몇몇 여성은 직접 선거에 뛰어들었다. 하지만 당선된 것은 콘스턴스 마르키에비치 한 명뿐이었다. 하지만 그는 당의 규정에 따라 웨스트민스터가 아니라 더블린에서 의석을 차지했다.
여성들은 피선권뿐 아니라 내각의 각료가 될 권리도 얻었는데 최초로 여성 각료가 된 사람은 노동당의 마가렛 본드필드였다. 그는 1929년부터 1931년까지 노동부 장관직을 역임했다.
한계점도 있었는데 이 선거법하에서도 여전히 영국 시민들은 동등한 한 표의 권리를 가지지 못했다. 1918년 총선에서도 전체 유권자의 7%가 복수 투표를 했는데 이들의 대부분은 지역 선거구와 대학 선거구에서 모두 투표권을 행사했던 중산층 남성들이었다.

## 같이 보기
- 영국의 선거법 개정